# أندريس أوليفا
أندريس أوليفا (بالإسبانية: Andrés Oliva)‏ (و. 1948  م) هو راكب دراجة هوائية إسباني، ولد في أوكانيا، إسبانيا.

## روابط خارجية
- أندريس أوليفا على موقع أرشيف الدراجات (الإنجليزية)
- أندريس أوليفا على موقع إحصائيات الدراجات الإحترافية (الإنجليزية)
- أندريس أوليفا على موقع CycleBase (الإنجليزية)